# Francis Pryor

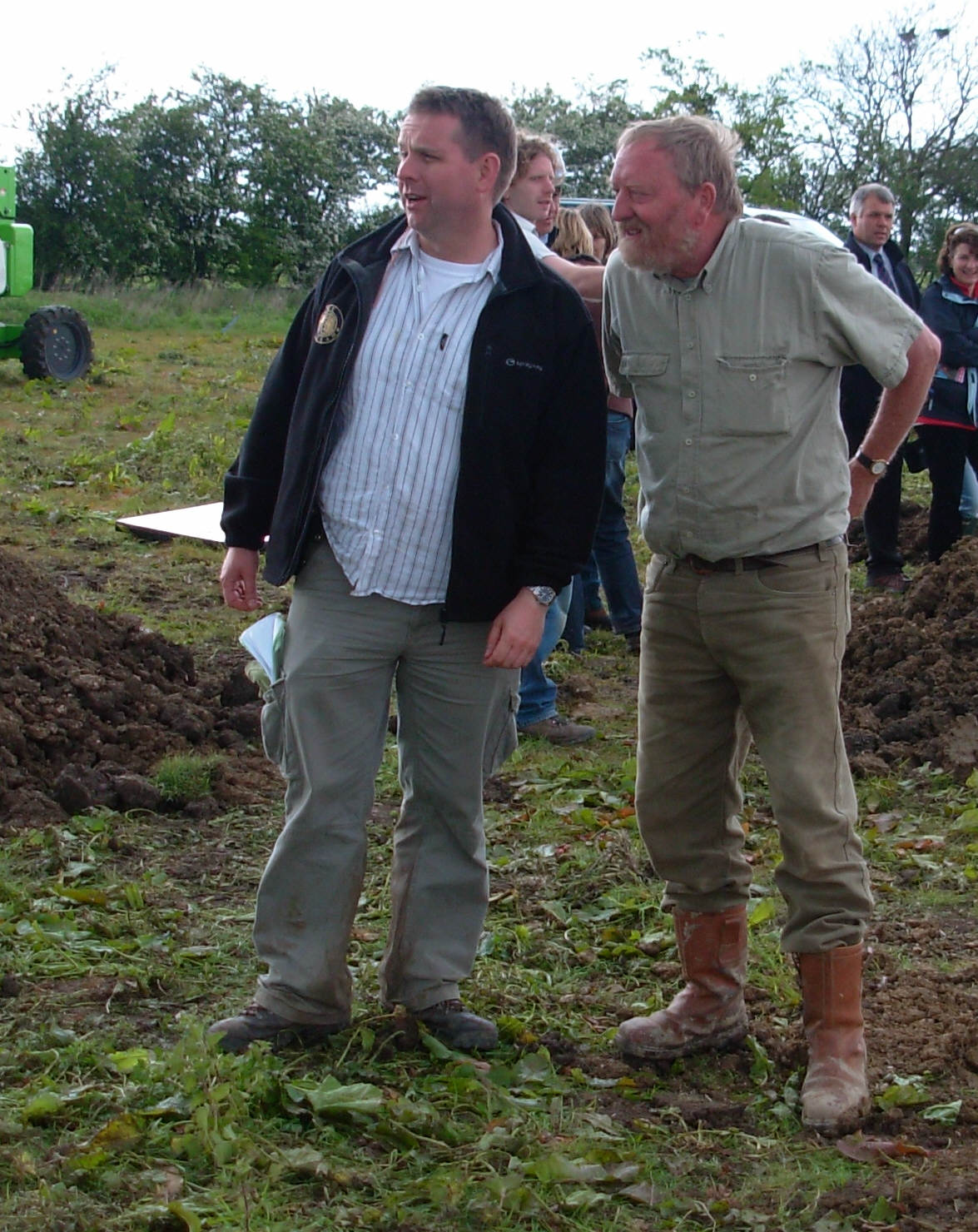
Francis Pryor (rechts) 2007 bei Dreharbeiten zu einer Episode von Time Team.

Francis Manning Marlborough Pryor (* 13. Januar 1945 in London) ist ein englischer Archäologe, dessen Forschungsschwerpunkt auf der Bronze- und Eisenzeit liegt. Er erlangte Bekanntheit durch seine Entdeckung und Erforschung von Flag Fen und seine Auftritte in der populärwissenschaftlichen Fernsehserie Time Team.

## Werdegang
Francis Pryor studierte Archäologie und Anthropologie am Trinity College in Cambridge, wo er 1967 graduierte. Nachdem er 18 Monate in der Truman’s Brauerei seiner Eltern in der Brick Lane in East London gearbeitet hatte, zog er 1969 nach Toronto, wo er eine Anstellung am Royal Ontario Museum bekam. Im Auftrag dieses Museums leitete er 1971–1978 Grabungen in Fengate, einem industriell geprägten Vorort von Peterborough, England. Dabei fand er neolithische und eisenzeitliche Siedlungsspuren sowie Hinweise auf bronzezeitlichen Ackerbau. Nach diesem großen Projekt folgten Ausgrabungen in den Dörfern Maxey und Etton im Welland Valley nördlich von Peterborough.
1982 entdeckte er ganz in der Nähe seiner ersten Grabung in Fengate die gut erhaltenen Überreste der bronzezeitliche Siedlung von Flag Fen. 1987 gründete er gemeinsam mit seiner Frau Maisie Taylor den Fenland Archaeological Trust, der das Ziel hatte, Flag Fen für die Öffentlichkeit zugänglich zu machen.
Stets bedacht auf gute Public Relations war Francis Pryor immer zu Radio- und Fernsehinterviews bereit und präsentierte 1988 erstmals einen Dokumentarfilm für die BBC. In den 90er-Jahren arbeitete er vermehrt als Präsentator von Dokumentationen und trat regelmäßig bei der erfolgreichen Serie Time Team auf. Einige Dokumentationen wurden auf Basis seiner Bücher produziert.
1999 wurde Francis Pryor von der Queen für seine Verdienste um den Tourismus zum Member of the Order of the British Empire ernannt.
Neben Fachartikeln und populärwissenschaftlichen Büchern veröffentlichte Francis Pryor 2014 und 2017 auch zwei Romane.

## Werke (Auswahl)
- Excavation at Fengate, Peterborough, England: the first report. Royal Ontario Museum, Toronto, 1974, ISBN 0-88854-035-3 (Online im Internet Archive).
- Excavation at Fengate, Peterborough, England: the second report. Royal Ontario Museum, Toronto, 1978, ISBN 0-88854-213-5 (Online im Internet Archive).
- Excavation at Fengate, Peterborough, England: the third report. Royal Ontario Museum, Toronto, 1980, ISBN 0-9507151-07 (Online im Internet Archive).
- English Heritage Book of Flag Fen: Prehistoric Fenland Centre. B T Batsford Ltd, London 1991, ISBN 978-0-7134-6752-9.
- Seahenge: A Quest for Life and Death in Bronze Age Britain. HarperCollins, London 2001, ISBN 978-0-00-710192-4.
- Britain BC: life in Britain and Ireland before the Romans. HarperCollins, London 2003, ISBN 978-0-00-712693-4.
- Britain AD: a quest for Arthur, England and the Anglo-Saxons. HarperCollins, London 2004, ISBN 978-0-00-718187-2.
- Flag Fen. Life and death of a Prehistoric Landscape. Tempus Publishing Ltd, Stroud, UK, 2005, ISBN 978-0-7524-2900-7.
- Britain in the Middle Ages: An Archaeological History. HarperPress, London 2006, ISBN 978-0-00-720362-8.
- The Making of the British Landscape: How We Have Transformed the Land, from Prehistory to Today. Allen Lane, London 2010, ISBN 978-1-84614-205-5.
- The Birth of Modern Britain: A Journey into Britain's Archaeological Past: 1550 to the Present. HarperPress, London 2011, ISBN 978-0-00-729912-6.